# Jumbo (Fahrzeughersteller)
Jumbo (Eigenschreibweise: JUMBO) ist die Marke der JUMBOinfomobile GmbH mit Sitz in Jülich, einem Spezialfahrzeugbauer. Das Unternehmen wurde 1986 in Haan bei Düsseldorf gegründet und zog 1996 nach Jülich um.

## Leistungsspektrum
Auf der Basis von unterschiedlichen Fahrzeugen vom Pkw-Anhänger bis zum Lkw werden als Einzelanfertigungen Aufbauten sowie ganze Fahrzeugtrailer hergestellt, wie sie für Infomobile, Promotionfahrzeuge oder spezielle Technikfahrzeuge benötigt werden. Die Aufbauten bieten Präsentations- bzw. Arbeitsflächen zwischen 9 und 200 m². Durch Generatoren, Klimageräte, eigene Wasserversorgung und mobiles Internet können die Fahrzeuge vollkommen autark betrieben werden.

## Werdegang und Besonderheiten
Im Jahr 2000 wurde weltweit das erste doppelstöckig geschlossene Fahrzeug auf der IAA Nutzfahrzeuge in Frankfurt am Main vorgestellt. Seit 2005 werden auch Übertragungswagen und mobile Kommandozentralen hergestellt. Nach einer Vergrößerung der Hallenfläche werden seit 2007 verstärkt doppelstöckige Fahrzeuge aufgebaut.
Bei Jumbo wurde im Juni 2011 die größte mobile Feuerwehrleitstelle Europas für die Berufsfeuerwehr Düsseldorf fertiggestellt. Im August 2013 baute der Hersteller Deutschlands ersten Apothekenbus für die Versandapotheke DocMorris. Im Jahr 2014 erhielt Jumbo den Zuschlag für den größten bis dahin vergebenen Etat im Segment der Infotrucks durch den Arbeitgeberverband Gesamtmetall. Zehn Fahrzeuge wurden für den Arbeitgeberverband bis 2017 zur Nachwuchsförderung auf die Straße gebracht.
Seit 2017 produziert das Unternehmen verstärkt Gesundheitsfahrzeuge für zum Beispiel das Deutsche Rote Kreuz und die McDonald’s Kinderhilfe. Jumbo unterstützte immobilienscout24 beim Wohngipfel 2018 in Berlin mit einem mobilen Wohnzimmer. Das erste Promotion-Gasfahrzeug ging 2018 auf Tour. Unter dem Namen TouchTomorrow brachte Jumbo 2018 für die Dr.-Hans-Riegel-Stiftung den ersten MINT-InfoTruck auf die Straße. Mit dieser Aktion ist der Hersteller für den German Brand Award 2019 nominiert worden.

## Fahrzeugtypen
- Selbstfahrer
  - bis 3,5 Tonnen: inspire CS und CityStar
  - bis 28 Tonnen: CityLiner
- Sattelauflieger und Anhänger
  - bis 3,5 Tonnen: Clip
  - bis 7,5 Tonnen: SpaceLiner 750
  - bis 40 Tonnen: SpaceLiner 2800 und SpaceLiner 4000
- Exklusive Sonderbauten
  - SkyWorld
- Containersysteme
  - SuperCube